# Golf von Montijo
Der Golf von Montijo (spanisch Golfo de Montijo) ist eine Bucht auf der pazifischen Seite von Panama. 
Gebildet wird der Golf an der Westseite durch den zur Provinz Veraguas gehörenden Distrikt Soná sowie im Osten durch die Halbinsel Azuero. Der nach Süden zum Pazifischen Ozean offene Golf wird durch die Insel Cébaco begrenzt. Weitere kleinere Inseln liegen im Golf von Montijo, darunter die Isla Gobernadora sowie die Isla Leones. 
Die Vegetation in den Ufergebieten ist von ausgedehnten Mangrovenwäldern geprägt.